# 日本电影数据库
日本电影数据库 (英語：Japanese Movie Database)，缩写为 JMDB，是一个线上的电影数据库，与互联网电影数据库相似，不过影片多来自于日本本土。

## 历史
网站创建于1997年，记录了从1899年以来的日本电影。